# Бер-Крік Тауншип (округ Лузерн, Пенсільванія)
Бер-Крік Тауншип (англ. Bear Creek Township) — селище (англ. township) в США, в окрузі Лузерн штату Пенсільванія. Населення — 2754 особи (2020).

## Демографія
Згідно з переписом 2010 року, у селищі мешкали 2774 особи в 1126 домогосподарствах у складі 806 родин. Було 1360 помешкань
Расовий склад населення:
| - 98,1 % — білих - 0,5 % — чорних або афроамериканців - 0,5 % — азіатів - 0,1 % — корінних американців |

До двох чи більше рас належало 0,5 %. Частка іспаномовних становила 0,8 % від усіх жителів.
За віковим діапазоном населення розподілялося таким чином: 20,0 % — особи молодші 18 років, 63,6 % — особи у віці 18—64 років, 16,4 % — особи у віці 65 років та старші. Медіана віку мешканця становила 45,4 року. На 100 осіб жіночої статі у селищі припадало 107,0 чоловіків;  на 100 жінок у віці від 18 років та старших — 106,5 чоловіків також старших 18 років.
Середній дохід на одне домашнє господарство  становив 78 275 доларів США (медіана — 64 911), а середній дохід на одну сім'ю — 94 936 доларів (медіана — 81 118). Медіана доходів становила 51 813 долари для чоловіків та 43 603 долари для жінок. За межею бідності перебувало 3,6 % осіб, у тому числі 2,5 % дітей у віці до 18 років та 3,7 % осіб у віці 65 років та старших.
Цивільне працевлаштоване населення становило 1303 особи. Основні галузі зайнятості: освіта, охорона здоров'я та соціальна допомога — 19,8 %, будівництво — 11,2 %, виробництво — 11,1 %.